# Hoya somadeeae
Hoya somadeeae är en oleanderväxtart som beskrevs av Rodda och Simonsson. Hoya somadeeae ingår i släktet Hoya och familjen oleanderväxter. Inga underarter finns listade i Catalogue of Life.